# Heikki Renvall
Henrik (Heikki) Gabriel Renvall, född 19 januari 1872 i Åbo, död 1 juni 1955 i Helsingfors, var en finländsk jurist, redaktör, försäkringsman, politiker och senator. Han var son till ärkebiskopen Torsten Thure Renvall, som mördades av de röda, och bror till Pentti Renvall. 

## Biografi
Renvall var jur.dr. sedan 1900, docent i nationalekonomi 1906-17. Hans viktigaste insats knöts till Finlands frigörelseprocess. Under förtrycksperioderna i Finland förespråkade han passivt motstånd och under första världskriget var han medlem i Aktiva kommittén; 1917 ordförande för Finlands självständighetsförening och medlem i Pehr Evind Svinhufvuds senat. Han var en av de fyra senatorer som lyckades etablera sig i Vasa efter finska inbördeskrigets utbrott, och var själv fram till mars månad Vasasenatens ordförande och var chef för handels- och industriexpeditionen, ecklesiastikexpeditionen och utrikesexpeditionen. Han fortsatte som chef för handels- och industriexpeditionen i Juho Kusti Paasikivis senat 1918. En intervju genomförd med Renvall och Gustaf Mannerheim av Niels Hasager på danska Politiken gav upphov till protester från den skandinaviska vänstern. Renvall citerades: 
| ”                   | Ingen kan veta vad framtiden bär i sitt sköte, men det kan jag säga, att de som deltagit i upproret skall få sitt straff. De dömes för landsförräderi. Möjligtvis kan någon del senare benådas, men endast på det villkoret, att de berövas alla medborgerliga rättigheter, så att de ej mera får delta i landets politiska liv. De skall bli en pariasklass | „ |
| – Arbetet 14.3.1918 | |   |

Med broschyren Suomen itsenäisyys, sen oikeutus, välttämättömyys ja taloudellinen mahdollisuus (1917) anses han påverkat den allmänna opinionen i positiv inställning gentemot Finlands självständighet.
Efter sina politiska insatser återvände han till näringslivet. Mellan 1926 och 1947 var han verkställande direktör för livförsäkringsbolaget Kaleva och från 1947 till 1955 regeringsrådets ordförande. Han publicerade nationalekonomiska verk.